# Zodion maculiventre
Zodion maculiventre är en tvåvingeart som beskrevs av Krober 1915. Zodion maculiventre ingår i släktet Zodion och familjen stekelflugor. Inga underarter finns listade i Catalogue of Life.